# Burgdorfer Krimipreis
Burgdorfer Krimipreis – szwajcarska nagroda literacka w dziedzinie kryminału przyznawana w mieście Burdorf podczas festiwalu literackiego Burgdorfer Krimitage. Wartość nagrody wynosi 5000 franków szwajcarskich. Burgdorfer Krimipreis przyznawana jest co dwa lata.

## Laureaci Burgdorfer Krimipreis
- 2012 - Friedrich Ani
- 2010 - Volker Kutscher(inne języki)
- 2008 - Jan Seghers (właśc. Matthias Altenburg)
- 2006 - Stefan Slupetzky(inne języki)
- 2004 - Ulrich Ritzel(inne języki)
- 2002 - Petra Hammesfahr
- 2000 - Wolf Haas
- 1998 - Fata Morgana Team(inne języki)
- 1996 - Roger Graf